# Johannes Hösle
Johannes Hösle (* 25. Februar 1929 in Erolzheim bei Biberach an der Riß; † 29. Dezember 2017 in Regensburg) war ein deutscher Romanist und Literaturwissenschaftler.

## Leben
Johannes Hösle wurde als Sohn den Schuhmachermeisters Johannes Hösle und dessen Frau Klara, geb. Veit, in Erolzheim bei Biberach an der Riß geboren. 1954 wurde er an der Eberhard Karls Universität Tübingen in Vergleichender Literaturwissenschaft bei Kurt Wais promoviert. Von 1955 bis 1965 arbeitete er als Universitätslektor in Mailand. Von 1961 bis 1965 hatte er zudem die Leitung des Goethe-Instituts Mailand inne sowie die Leitung der dortigen Deutschen Bibliothek. 
1967 habilitierte er sich für das Fach romanische Philologie in Tübingen und erhielt 1968 einen Ruf als Ordinarius für Romanische Literaturwissenschaft an die Universität Regensburg. Er hat mehrere Bücher veröffentlicht und zahlreiche Aufsätze zur neueren und zeitgenössischen Literatur verfasst.
Johannes Hösle war seit 1960 mit Carla Hösle, geborene Gronda, verheiratet. Aus der Ehe stammen drei Kinder, darunter der Philosoph Vittorio Hösle.

## Veröffentlichungen (Auswahl)
- Monographie über Cesare Pavese. 1961, 1964.
- Pietro Aretinos Werk. 1969.
- Molières Komödie „Dom Juan“. 1978.
- Grundzüge der italienischen Literatur des 19. und 20. Jahrhunderts. Wissenschaftliche Buchgesellschaft, Darmstadt 1979, ISBN 978-3-534-08001-4.
- Das italienische Theater der Renaissance bis zur Gegenreformation. 1984.
- Molière – Sein Leben. Sein Werk. Seine Zeit. Piper, München 1992, ISBN 978-3-492-11563-6.
- Carlo Goldoni – Sein Leben. Sein Werk. Seine Zeit. 1993.
- Kleine Geschichte der italienischen Literatur. Beck, München 1995, ISBN 3-406-37470-0.
- Die italienische Literatur der Gegenwart. Von Cesare Pavese bis Dario Fo. Beck, München 1999, ISBN  978-3-406-42085-6.
- Vor aller Zeit. Geschichte einer Kindheit. Beck, München 2000, ISBN 978-3-406-46102-6.
- Und was wird jetzt? Geschichte einer Jugend. Beck, München 2002, München ISBN 978-3-406-48799-6.